# Warschauer Medizinische Universität

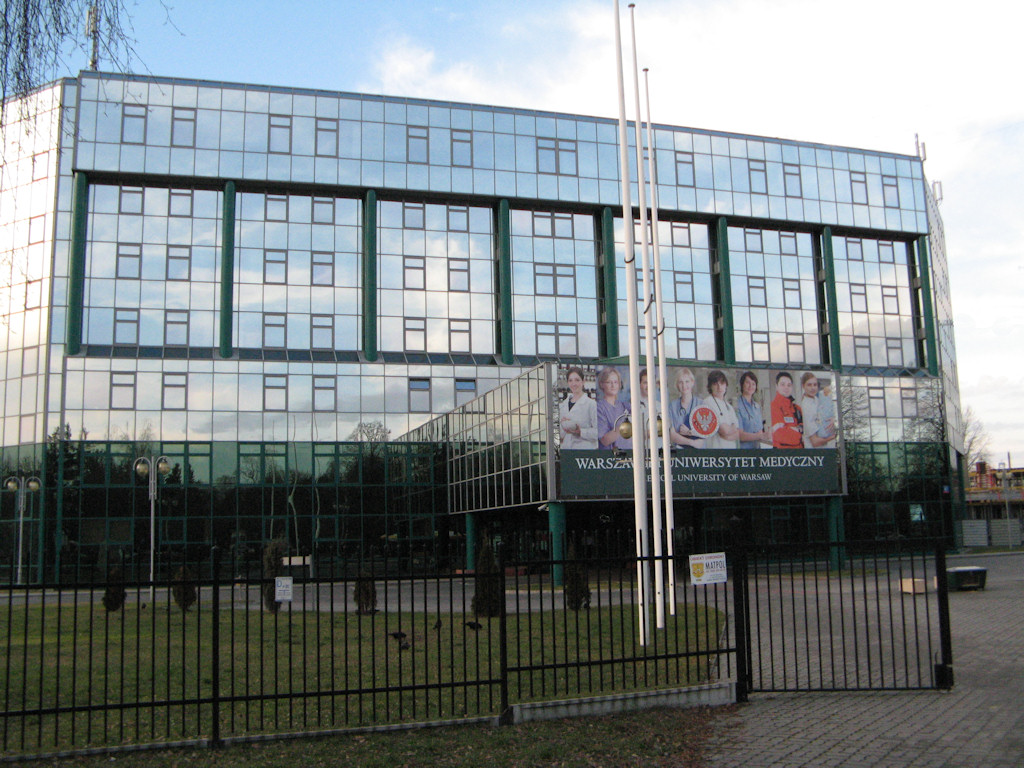
Warschauer Medizinische Universität

Die Warschauer Medizinische Universität (polnisch Warszawski Uniwersytet Medyczny) ist eine 1950 gegründete Medizinische Universität in der polnischen Hauptstadt Warschau mit ca. 10.000 Studenten. Rektor der Universität ist Zbigniew Gaciong (seit 2020).
Die Hochschule hat ihre Wurzeln in einer bereits 1809 gegründeten Ärztlichen Akademie.
Am 15. Februar 2021 berichtet Spiegel Online von einer dortigen, vorzeitigen, regelwidrigen Corona-Schutzimpfung für ungefähr 200 Personen (darunter auch Prominente), veranlasst durch die Universitätsbehörden. Impfwillige dort angestellte Ärztinnen und Ärzte wurden hingegen ignoriert. Dies führte zu massiver Kritik durch den polnischen Gesundheitsminister Adam Niedzielski, der von Machtmissbrauch sprach und Rektor Zbigniew Gaciong zum Rücktritt aufforderte. Dieser lehnte dies ab und blieb im Amt. Die Universität erhielt eine Strafzahlung von rund 350.000 Złoty (fast 80.000 Euro).